# Róbert Tomaschek
Róbert Tomaschek (ur. 25 sierpnia 1972 w Nitrze) – słowacki piłkarz grający na pozycji środkowego pomocnika. W swojej karierze 50 razy wystąpił w reprezentacji Słowacji i strzelił w niej 4 gole.

## Kariera klubowa
Karierę piłkarską Tomaschek rozpoczął w rodzinnej Nitrze, w klubie FC Nitra. W 1990 roku awansował do kadry pierwszej drużyny i w sezonie 1990/1991 zadebiutował w niej wówczas w drugiej lidze czechosłowackiej. W 1992 roku awansował z Nitrą do pierwszej ligi Czechosłowacji i w barwach Nitry grał w niej przez rok.
W 1993 roku po rozpadzie Czechosłowacji Tomaschek przeszedł do Slovana Bratysława i zagrał w nim w nowo powstałej ekstraklasie Słowacji. W latach 1994, 1995, 1996 i 1999 wywalczył ze Slovanem mistrzostwo Słowacji. W swojej karierze zdobywał też Puchar Słowacji w latach 1994, 1997 i 1999 oraz Superpuchar Słowacji w latach 1994 i 1996. W Slovanie grał do końca 1999 roku.
Na początku 2000 roku Tomaschek odszedł ze Slovana do szkockiego zespołu Heart of Midlothian. W szkockiej Premier League zadebiutował 22 stycznia 2000 w wygranym 2:0 domowym meczu z Dundee FC. W Hearts grał do końca sezonu 2001/2002 i następnie zakończył karierę w wieku 30 lat z powodu kontuzji.
| Sezon   | Klub                | Kraj           | Rozgrywki      | Mecze | Bramki |
| ------- | ------------------- | -------------- | -------------- | ----- | ------ |
| 1990/91 | FC Nitra            | Czechosłowacja | II. liga       | 11    | 0      |
| 1991/92 | FC Nitra            | Czechosłowacja | II. liga       | 18    | 0      |
| 1992/93 | FC Nitra            | Czechosłowacja | I. liga        | 24    | 3      |
| 1993/94 | Slovan Bratysława   | Słowacja       | I. liga        | 8     | 0      |
| 1994/95 | Slovan Bratysława   | Słowacja       | I. liga        | 12    | 1      |
| 1995/96 | Slovan Bratysława   | Słowacja       | I. liga        | 22    | 0      |
| 1996/97 | Slovan Bratysława   | Słowacja       | I. liga        | 18    | 3      |
| 1997/98 | Slovan Bratysława   | Słowacja       | I. liga        | 35    | 1      |
| 1998/99 | Slovan Bratysława   | Słowacja       | I. liga        | 34    | 4      |
| 1999/00 | Slovan Bratysława   | Słowacja       | I. liga        | 5     | 0      |
| 1999/00 | Heart of Midlothian | Szkocja        | Premier League | 14    | 0      |
| 2000/01 | Heart of Midlothian | Szkocja        | Premier League | 28    | 4      |
| 2001/02 | Heart of Midlothian | Szkocja        | Premier League | 7     | 0      |

## Kariera reprezentacyjna
W reprezentacji Słowacji Tomaschek zadebiutował w niej 2 lutego 1994 roku w wygranym 1:0 towarzyskim meczu ze Zjednoczonymi Emiratami Arabskimi. W swojej karierze grał m.in. w eliminacjach do Euro 1996, MŚ 1998, Euro 2000 i MŚ 2002. W kadrze Słowacji od 1994 do 2001 roku rozegrał łącznie 50 meczów i strzelił 4 gole.